# Günter Hoffmann (Tischtennisspieler)
Günter Hoffmann (* um 1932) ist ein ehemaliger deutscher Tischtennisspieler. Er nahm für das Saarland an zwei Weltmeisterschaften teil.

## Werdegang
Hoffmann gehörte in den 1950er Jahren zu den besten Tischtennisspielern des Saarlandes. Er spielte seit 1947 beim Verein TTC Wemmetsweiler. 1950 und 1951 wurde er Saarlandmeister der Jugend im Einzel und Doppel. Bei den Herren siegte er zusammen mit Michael Weber 1949, 1952 und 1954 im Doppel. 1957 stieg er mit der Herrenmannschaft des TTC Wemmetsweiler in die Oberliga Südwest – damals die höchste deutsche Spielklasse – auf.
Zweimal vertrat er das Saarland bei Weltmeisterschaften: 1954 in London und 1955 in Utrecht. Dabei kam er nicht in die Nähe von Medaillenrängen. 1954 überstand er im Einzel nicht die Qualifikationsrunde. Im Doppel mit Ossi Michel gewann er gegen Ronald Hook/Michael Fiedler (England/USA) und Vahaken Ohannesian/Spiro Abourjeili (Libanon) und verlor dann gegen Hugo Urchetti/Georges Wassmer (Schweiz). 1955 scheiterte er im Einzel nach Freilos an Giuseppe Molina (Italien). Im Doppelwettbewerb setzte er sich mit Hans Schommer nach Freilos gegen Olle Gustner/Kjell Wilhelmsson (Schweden) durch, nicht aber gegen die Ungarn József Kóczián/Ferenc Sidó. Das Mixed mit Eva Graf schied gegen Heinz Schneider/Hannelore Giessler aus.
Hoffmann wurde noch zu Länderspielen gegen Luxemburg, Belgien, Indien, Vietnam, England und Frankreich nominiert. Zudem nahm er an den internationalen Meisterschaften von Frankreich und Belgien teil.
Heute (2010) lebt Günter Hoffmann im saarländischen Quierschied.

## Turnierergebnisse
| Verband | Veranstaltung     | Jahr | Ort     | Land | Einzel     | Doppel    | Mixed     | Team |
| ------- | ----------------- | ---- | ------- | ---- | ---------- | --------- | --------- | ---- |
| SAA     | Weltmeisterschaft | 1955 | Utrecht | NED  | letzte 128 | letzte 32 | letzte 64 | 25   |
| SAA     | Weltmeisterschaft | 1954 | Wembley | ENG  | Qual       | letzte 32 | Qual      | 28   |